# Edmund Overend
Edmund Overend, detto Ned (Taipei, 20 agosto 1955), è un ex mountain biker statunitense.
Fu il primo campione del mondo di mountain bike, specialità cross country, nel 1990.
Fa parte della Mountain bike hall of fame dal 1990.

## Palmarès
- 1986

Campionati statunitensi, Cross country
- 1987

Campionati statunitensi, Cross country
- 1989

Campionati statunitensi, Cross country
- 1990

Campionati del mondo, Cross country (Durango)
Campionati statunitensi, Cross country
- 1991

7ª prova Coppa del mondo, Cross country (Park City)
Campionati statunitensi, Cross country
- 1992

8ª prova Coppa del mondo, Cross country (Mammoth Lakes)
10ª prova Coppa del mondo, Cross country (Vail)
Campionati statunitensi, Cross country
- 1994

2ª prova Coppa del mondo, Cross country (Isola d'Elba)
9ª prova Coppa del mondo, Cross country (Lenzerheide)

## Piazzamenti

### Competizioni mondiali
- Coppa del mondo

1991 - Cross country: ?
1992 - Cross country: ?
1993 - Cross country: ?
1994 - Cross country: ?
1995 - Cross country: ?
- Campionati del mondo

Durango 1990 - Cross country: vincitore
Il Ciocco 1991 - Cross country: 3º